# Guram Mczedlidze
Guram Mczedlidze (gruz. გურამ მჭედლიძე; ur. 12 sierpnia 1972) – ukraiński, a od 2000 roku gruziński zapaśnik walczący w stylu wolnym. Olimpijczyk z Sydney 2000, gdzie zajął trzynaste miejsce w kategorii 76 kg.
Siódmy na mistrzostwach świata w 1998 i 2002. Brązowy medalista mistrzostw Europy z 2000 roku.
Jego syn Murazi Mchedlidze był zapaśnikiem i olimpijczykiem z Paryża 2024. 